# 旱金莲内丝白粉菌
旱金莲内丝白粉菌（学名：Leveillula tropaeoli）是属于白粉菌目白粉菌科内丝白粉菌属的一种真菌，寄生在旱金莲上。该种分布于中国、西班牙。